# Alenka Gotar

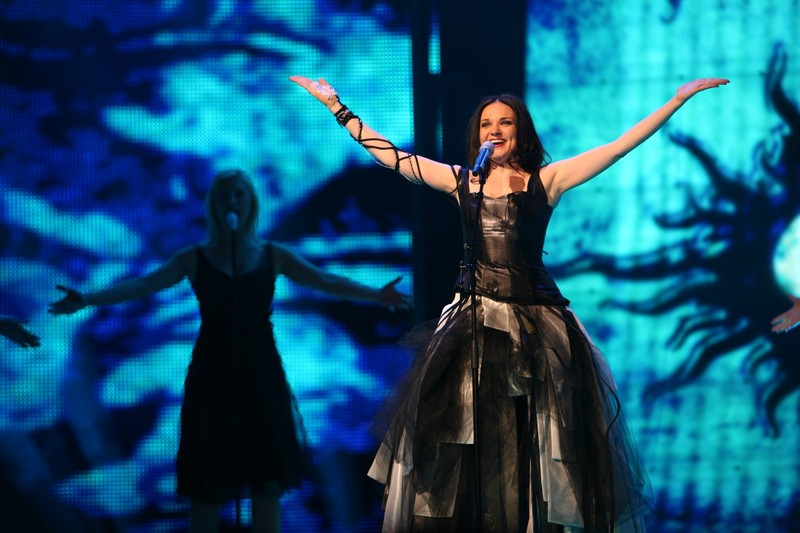
Alenka Gotar

Alenka Gotar, född 1977, är en slovensk operasångerska och musiklärare. Hon har studerat musik i Basel, Schweiz, och Salzburg, Österrike, och är operasångerska sedan år 2000.
Hon tävlade för Slovenien med låten Cvet z Juga i Eurovision Song Contest 2007 i Helsingfors. Den 10 maj 2007 kvalificerade sig Gotar för finalen av Eurovision den 12 maj. Där samlade hon 66 poäng och kom på 15:e plats.